# Pierre de La Porte
Pierre de La Porte (1603 – 1680) è stato un agente segreto francese, primo valletto di stanza  di Luigi XIV.
All'età di diciotto anni entrò al servizio di Anna d'Austria come appendiabiti. Dedito a questa principessa, non cessò mai di essere il suo intermediario segreto presso le corti di Spagna e Paesi Bassi e la duchessa di Chevreuse. Successivamente venne imprigionato alla Bastiglia dal cardinale Richelieu, per essere esiliato in seguito.
Venne riammesso in patria con l'ascesa di Luigi XIV, di cui divenne primo cameriere di camera. Anche in questo caso però, Pierre de La Porte venne allontanato dalla corte (1653).